# Argonautas

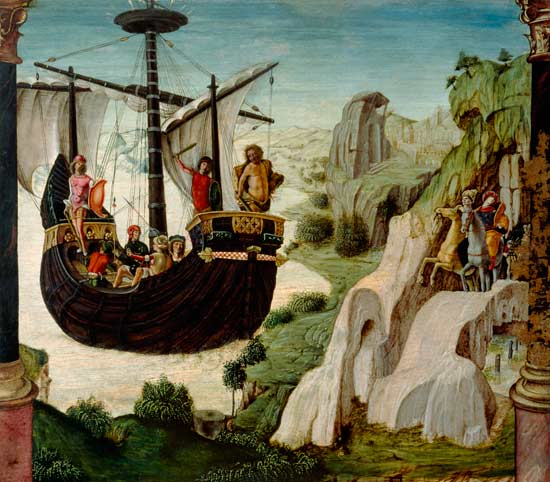
El Argo, por Lorenzo Costa el Viejo.

Los argonautas (en griego antiguo: Ἀργοναῦται, Argonâutai, 'marineros de la Argo'), en la mitología griega, fueron los héroes que navegaron desde Págasas hasta la Cólquide en busca del vellocino de oro, comandados por Jasón. Sus hazañas fueron contadas en varios poemas épicos de la Antigüedad cuyos detalles en muchas ocasiones difieren entre sí.
El nombre de Argonauta procede del latín argonauta y este del griego αργοναύτης, de Ἀργώ / Argó (nombre de la nave) y ναύτης / naútēs (marinero). Argo era el nombre de la nave en la que viajaron, bautizada en honor a su constructor Argos, aunque también se relacionaba etimológicamente este nombre con ἀργός, que significa «rápido».
La historia de los argonautas es una de las leyendas griegas más antiguas e incorpora numerosos elementos comunes en las historias populares: un héroe al que se le envía a un viaje peligroso para desembarazarse de él, imponiéndole una tarea imposible de llevar a cabo, pero de la que sale victorioso gracias a la ayuda de aliados inesperados.
Dentro de los poemas genealógicos la saga de la expedición de los argonautas es el culmen de las historias de los hijos varones de Eolo, según Apolodoro: Creteo, Sísifo, Atamante, Salmoneo, Deyón, Magnes y Perieres. Sus hijos y descendientes fueron los que más participación tuvieron en el viaje y es por ello que la mayoría eran eólidas.

## Fuentes antiguas

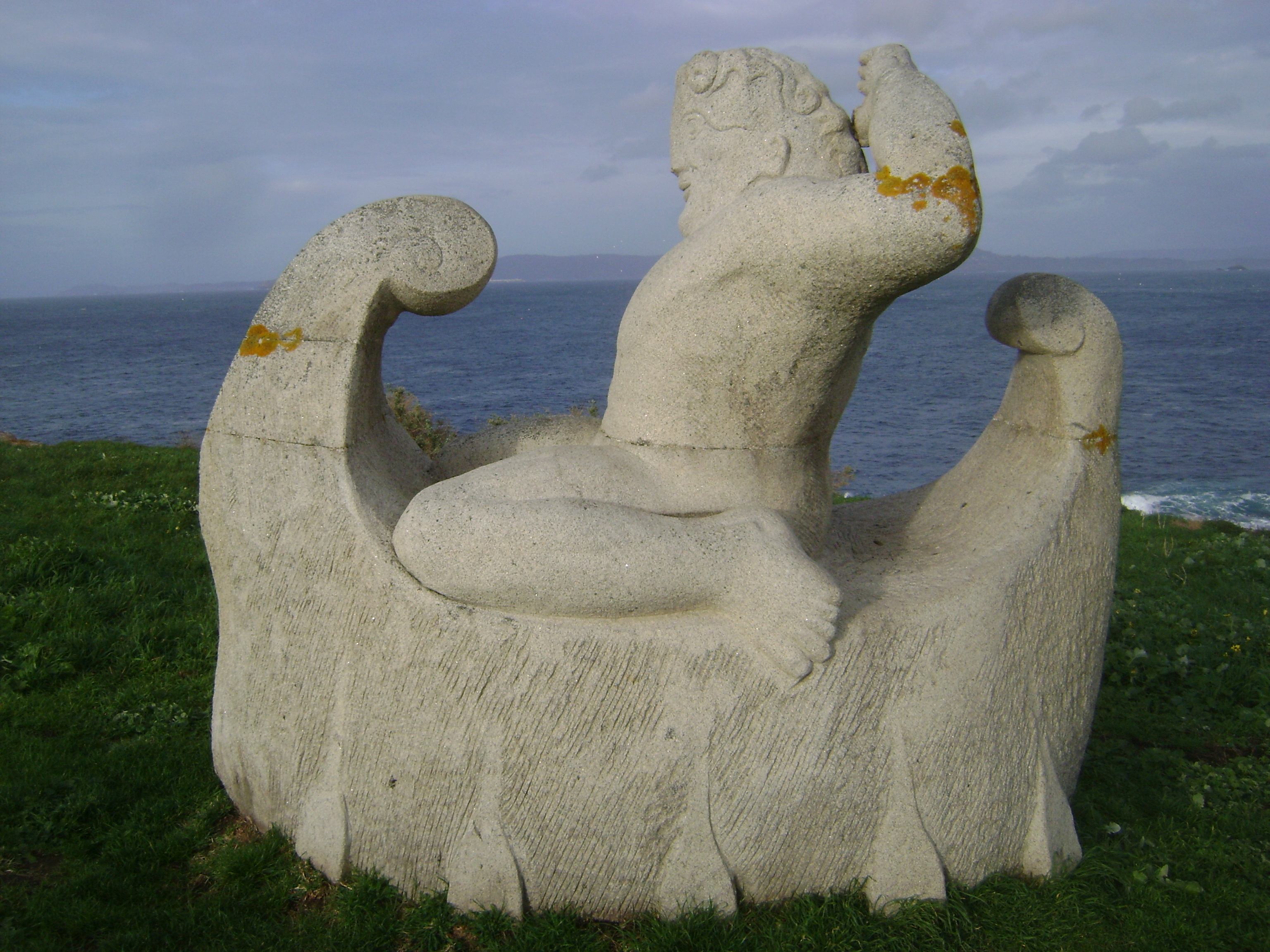
"Hércules en la nave de los argonautas", 1994 (Gonzalo Viana). Esta obra situada en las proximidades de la Torre de Hércules, (La Coruña, Galicia, España) representa a Hércules al mando de los argonautas en busca del vellocino de oro.

## Antecedentes del viaje

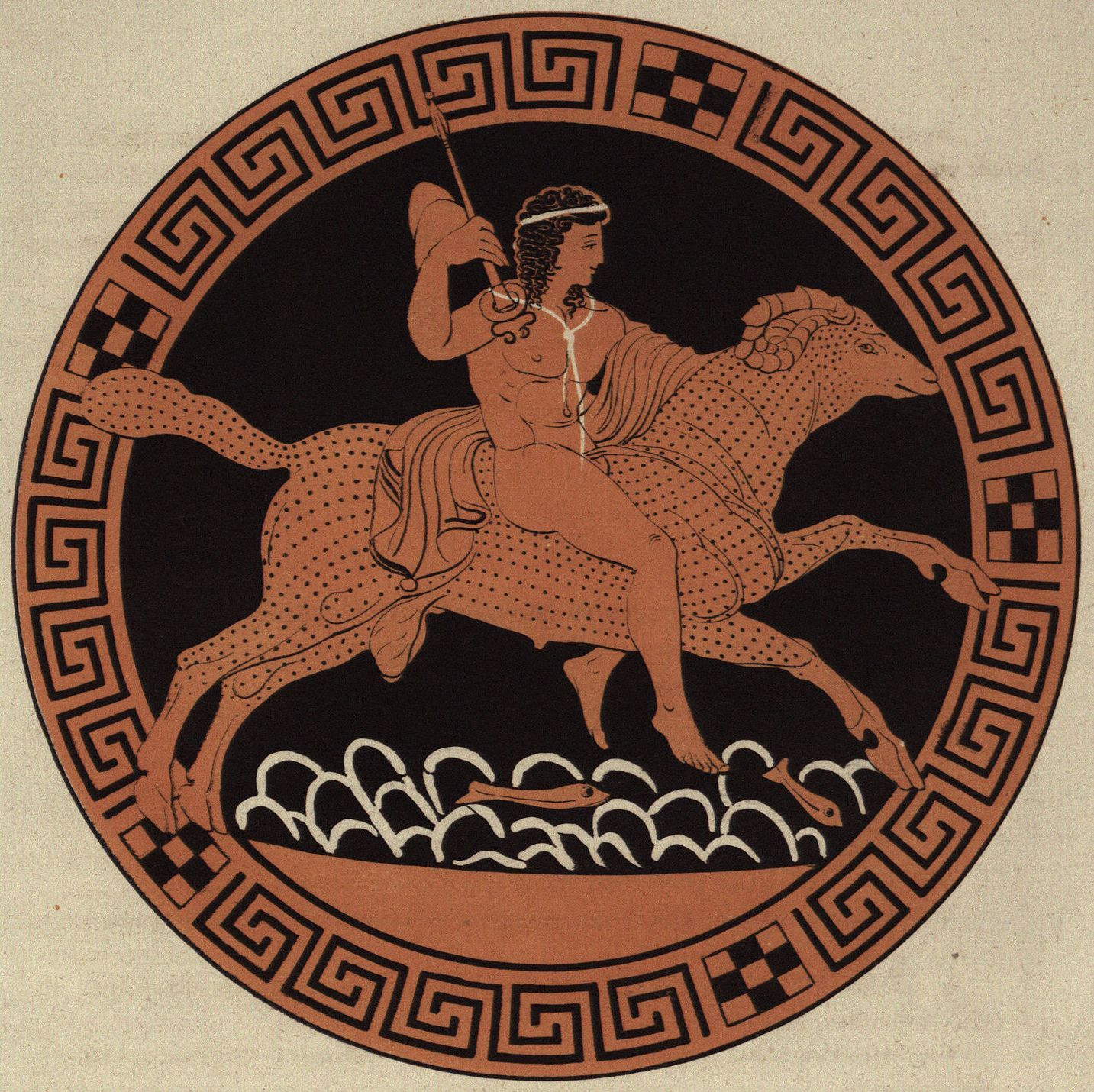
Frixo montado sobre el carnero alado.

## Construcción del Argo

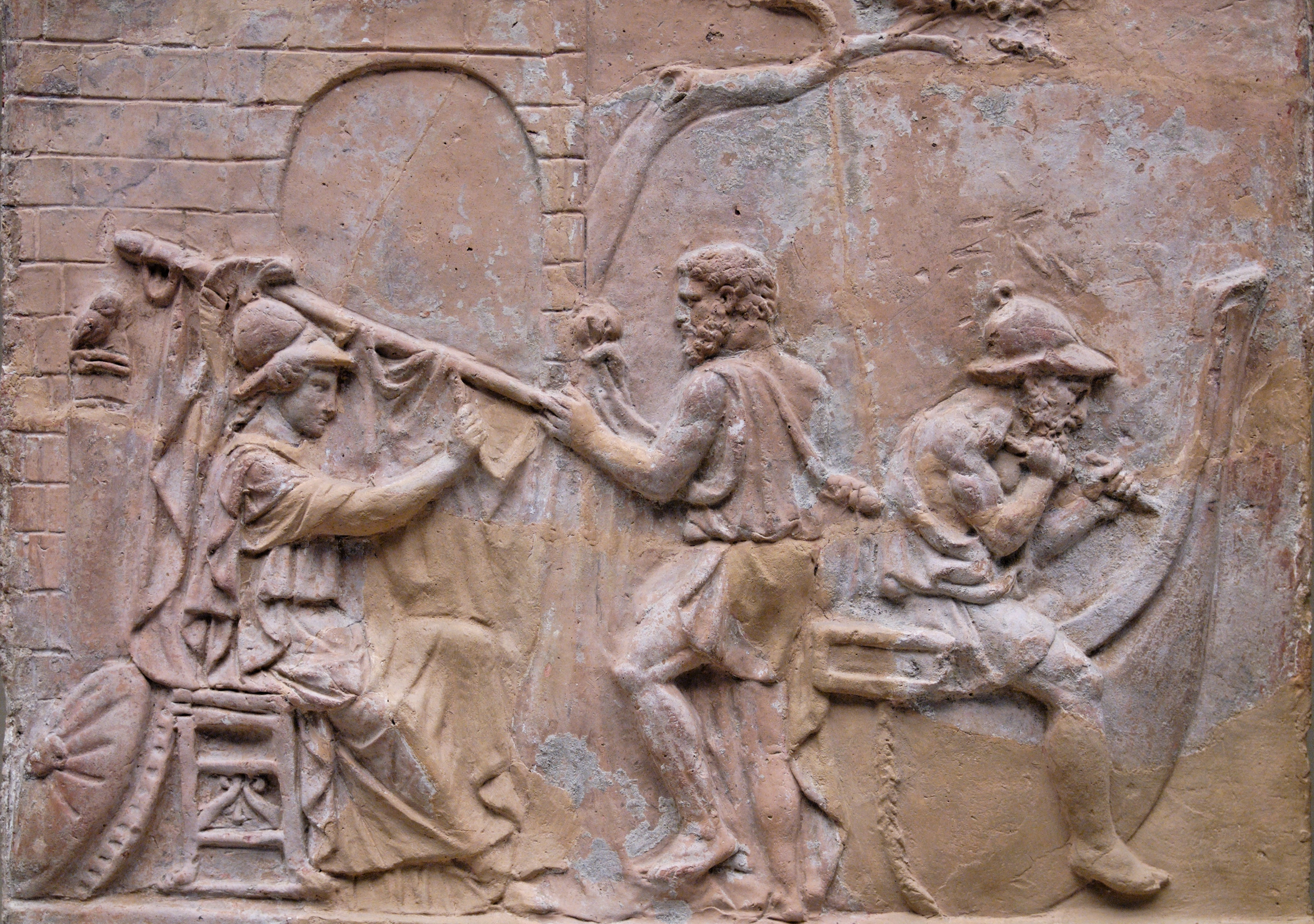
Construcción del Argo: Atenea ajusta la vela, mientras Tifis sujeta la verga y Argos trabaja en la popa. Bajorrelieve romano de terracota (hacia el), Museo Británico, Londres.

### Rapto de Hilas y abandono de Heracles

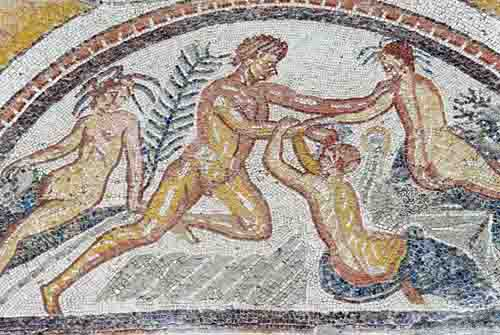
Rapto de Hilas por las ninfas, mosaico romano de Carranque (Toledo, España).

### Fineo y las Harpías

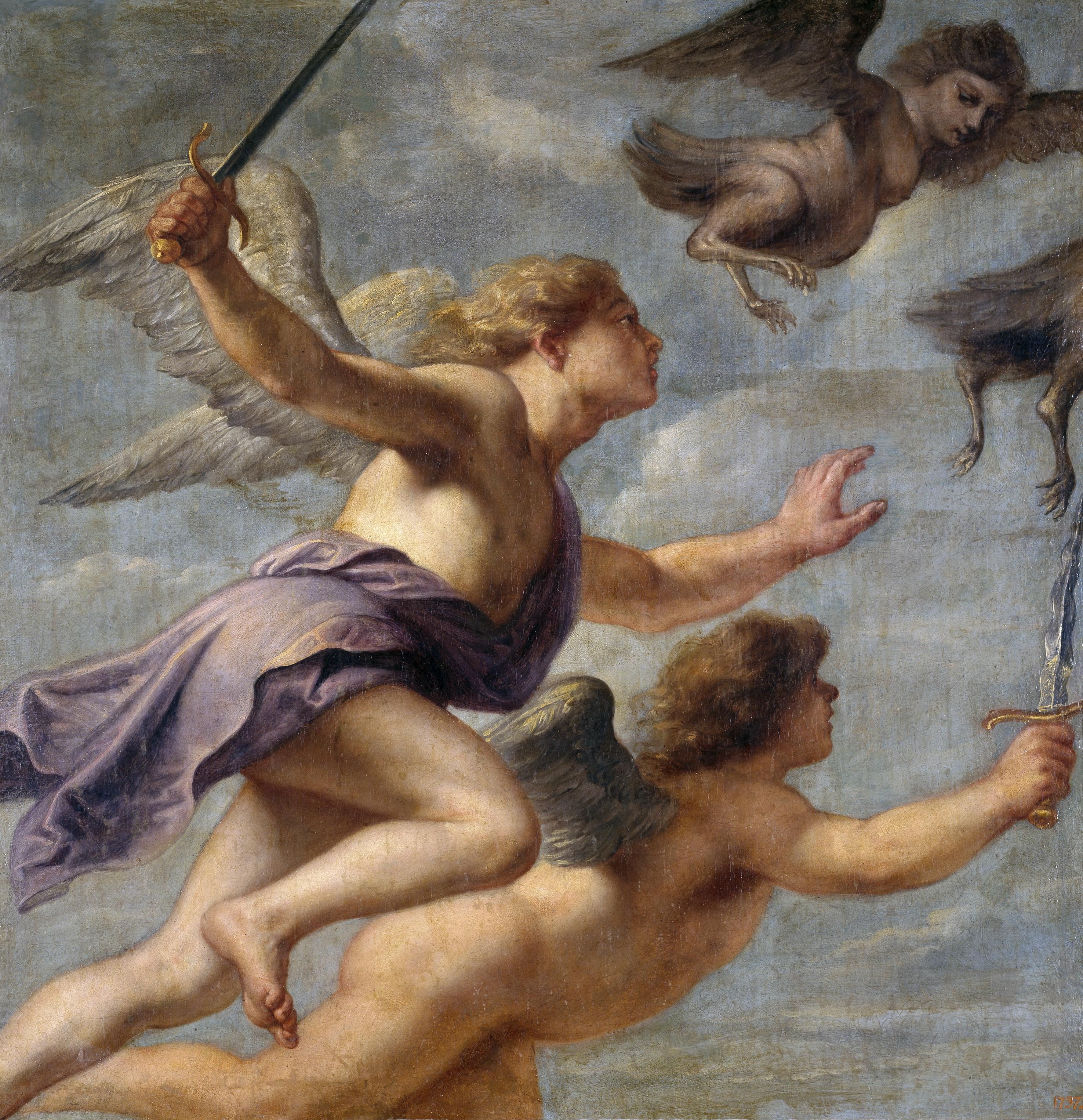
La persecución de las Harpías, obra de Erasmus Quellinus II, Museo del Prado (Madrid).